# SC Eintracht Schkeuditz
Der Sportclub Eintracht Schkeuditz bietet in der nördlich von Leipzig gelegenen Stadt Schkeuditz verschiedene Sportarten an.

## Struktureller Werdegang

Historisches Logo der TSG

Der SC Eintracht wurde 1990 infolge der veränderten wirtschaftlichen Verhältnisse in Ostdeutschland als Nachfolger der TSG MAB Schkeuditz gegründet. Die TSG hatte den Status einer Betriebssportgemeinschaft (BSG), deren führender Trägerbetrieb der VEB Maschinen- und Apparatebau Schkeuditz war. Die TSG ihrerseits hatte sich aus der Sportgemeinschaft Schkeuditz entwickelt, die 1945 gegründet worden war. 1948 nahm die SG den Namen „Einheit“ an. Nach Einführung des Systems der Betriebssportgemeinschaften wurde die Sportgemeinschaft zwischen 1949 und 1950 in die BSG Stahl Schkeuditz umgewandelt. Sie erhielt 1952 dem einheitlichen Raster des BSG-Systems folgend den Namen BSG Motor. Infolge weiterer Umstrukturierungsmaßnahmen kam es 1969 zur Umbenennung in TSG Schkeuditz, ein Indiz für den Eintritt weiterer Trägerbetriebe. 1972 übernahm der Maschinen- und Apparatebau die Führung in der Trägerschaft, und folglich wurde aus der namenlosen TSG die TSG MAB. So blieb es dann aber bis zur Gründung des SC Eintracht. Die Betriebssportgemeinschaften hatten in der Regel mehrere Sportarten im Programm, die BSG/TSG in Schkeuditz trat jedoch hauptsächlich mit ihrer Fußballmannschaft in der Öffentlichkeit auf. Der Sportclub Eintracht nennt in seinem Angebot ebenfalls Fußball an erster Stelle, daneben werden Basketball, Badminton, Tischtennis und Behindertensport betrieben (Stand 2007). Dem SC steht der 1500 Zuschauer fassende Walter-Lutze-Sportplatz zur Verfügung.

## Fußballerische Entwicklung
Eine Fußballmannschaft der SG Schkeuditz ist erstmals in der Saison 1948/49 zu ermitteln, in der sie in der Bezirksliga Leipzig auf Platz 14 angeführt wird. 1953 stieg die BSG Motor in die 1952 nach dem DDR-Fußballspielbetrieb eingeführte Bezirksliga Leipzig auf, in der sie sich in den folgenden Jahren von Platz zu Platz verbesserte und 1957 mit Platz 1 den Bezirksmeistertitel errang. Damit war sie für die drittklassige II. DDR-Liga qualifiziert, konnte sich dort zunächst nur für zwei Spielzeiten halten, um nach dem sofortigen Wiederaufstieg noch einmal für zwei Jahre in der II. DDR-Liga zu spielen. Nach Abschluss der Saison 1962/63 wurde diese Liga aufgelöst, und Schkeuditz fand sich in der Bezirksliga Leipzig wieder. Dort belegte die Mannschaft mal gute, mal schlechtere Mittelfeldplätze, bis sie 1977, nun als TSG MAB, zum dritten Mal Bezirksmeister wurde und damit in die zweitklassige DDR-Liga aufstieg. Die Mannschaft hatte jedoch nicht das Zeug zur Zweitklassigkeit und stieg 1978 als 10. und Drittletzter wieder in die Bezirksliga ab. Dort ging es in den folgenden Jahren ständig bergab, ehe 1984 als Vorletzter der Abstieg in die Bezirksklasse hingenommen werden musste. Es folgten 1985 Wiederaufstieg und 1986 Wiederabstieg und 1989 erneut der Aufstieg in die Bezirksliga.
Die Fußballmannschaft des SC Eintracht startete ebenfalls 1990 in der Bezirksliga, die damals allerdings im Spielbetrieb des DFB nur viertklassig war. 1993 ereilte auch den SC das Schicksal des Abstiegs, die Bezirksklasse, später nur noch siebtklassig konnte bis 2002 gehalten werden. Nach fünf Jahren in der Stadtliga Leipzig gelang dem SC Eintracht 2007 mit der Stadtmeisterschaft die Rückkehr in die Bezirksklasse.
Seit 2006 ist auch der Frauenfußball aktiv in der Kreisoberliga (Kreis Leipzig) tätig.
Stand: November 2009.

## Ligen-Übersicht
| 1948/49   | Bezirksliga Leipzig (Ostdeutschland)     | 2. Liga    |
| 1953–1957 | Bezirksliga Leipzig (DDR)                | 3./4. Liga |
| 1958–1959 | II. DDR-Liga                             | 3. Liga    |
| 1960      | Bezirksliga Leipzig                      | 4. Liga    |
| 1961–1963 | II. DDR-Liga                             | 3. Liga    |
| 1963–1977 | Bezirksliga Leipzig                      | 3. Liga    |
| 1977/78   | DDR-Liga                                 | 2. Liga    |
| 1978–1984 | Bezirksliga Leipzig                      | 3. Liga    |
| 1984/85   | Bezirksklasse Leipzig                    | 4. Liga    |
| 1985/86   | Bezirksliga Leipzig                      | 3. Liga    |
| 1986–1989 | Bezirksklasse Leipzig                    | 4. Liga    |
| 1989–1993 | Bezirksliga Leipzig / Sachsen            | 4./5. Liga |
| 1993–2002 | Bezirksklasse Leipzig                    | 6./7. Liga |
| 2002–2007 | Stadtliga Leipzig                        | 8. Liga    |
| seit 2007 | Bezirksklasse bzw. Stadtoberliga Leipzig | 7./8. Liga |

## Personen
Aus der Zeit des DDR-Fußballs sind mit Schkeuditz einige Namen zu verbinden. Der prominenteste ist der DDR-Nationalspieler Lothar Vetterke, der nach Abschluss seiner DDR-Oberligalaufbahn beim SC Lok Leipzig (89 Punktspiele) von 1955 bis 1967 bei der BSG Motor spielte und später die Mannschaft trainierte.

Der später wohl bekannteste Schkeuditzer Fußballspieler ist Bernd Hobsch, der bei der TSG begann und später beim 1. FC Lokomotive Leipzig sowie bei den Bundesligamannschaften von Werder Bremen, dem TSV 1860 München und dem 1. FC Nürnberg Karriere machte.
Weitere Spieler mit Oberligahintergrund sind
- Klaus Knösing, begann in Schkeuditz, spielte von 1965 bis 1970 bei Chemie Leipzig (23 Oberligaspiele), danach wieder in Schkeuditz
- Eberhard Köditz, kam 1982 von Chemie Böhlen (142 Oberligaspiele für 1. FC Lokomotive Leipzig und Chemie Böhlen)
- Rolf Lohse, kam 1956 vom SC Lok Leipzig (13 Oberligaspiele)
- Wilfried Rothe, ging 1964 zu Chemie Leipzig (13 Oberligaspiele), ab 1967 wieder in Schkeuditz